# Редберд (Оклахома)
Редберд (енгл. Redbird) град је у америчкој савезној држави Оклахома.

## Демографија
По попису из 2010. године број становника је 137, што је 16 (-10,5%) становника мање него 2000. године.
| Група             | 2000.       | 2010.      |
| Белци             | 5 (3,3%)    | 21 (15,3%) |
| Афроамериканци    | 134 (87,6%) | 93 (67,9%) |
| Азијати           | 0 (0,0%)    | 0 (0,0%)   |
| Хиспаноамериканци | 3 (2,0%)    | 8 (5,8%)   |
| Укупно            | 153         | 137        |